# Клостернойбург
Клостернойбург (на немски: Klosterneuburg) е град с 26 174 жители (на 1 януари 2014) и площ от 76,2 км² в Долна Австрия, окръг Виена.
Клостернойбург се намира на Дунав, северно от град Виена. В града се намира манастир Клостернойбург.